# Рождество Богородично (Лопатица)
Вижте пояснителната страница за други значения на Света Петка.
„Рождество Богородично“ или „Света Богородица Перивлепта“ (на македонска литературна норма: „Рождество Богородично“, „Света Богородица Перивлепта“) е възрожденска църква в битолското село Лопатица. Църквата е част от Лисолайската парохия на Преспанско-Пелагонийската епархия на Македонската православна църква.
Църквата е гробищен храм, разположен в източния край на селото. Изградена е в 1857 година. Представлява голяма каменна базилика с полукръгла апсида на изток. На запад по-късно е прилепена трапезария. На югозапад има по-късна голяма самостоятелна кулообразна камбанария.
Църквата е забележителна с това, че в 1884 година майстор от Дебърската школа изписва на отвън на западната стена на трема около входа в наоса голяма композиция (294 х 172 cm), изобразяваща двубоя между Крали Марко и Муса Кеседжия на коне.
В църквата през Първата световна война са погребвани войници от Шести пехотен търновски полк.